# Hamái csata
A hamái csata (arabul: Qurun Hama Kr. u. 1175. április 13.) az ajjúbidák győzelmét jelentette a Zengidák fölött, melynek segítségével Szaladin uralhatta Damaszkuszt, Baalbeket és Homszot. Gökböri irányította a zengida sereg jobb szárnyát, amely áttörte Szaladin bal szárnyát, mielőtt Szaladin személyi testőrségének rohama megfutamította. Annak ellenére, hogy körülbelül 20.000 ember harcolt mindkét oldalon, Szaladin úgyszólván vérontás nélkül győzött, köszönhetően egyiptomi erősítés megérkezése által okozott lélektani hatásnak.
A csatát követően Szaladin jog szerinti zengida örökösöket iktatta be a megszerzett területek urainak: Muhammad ibn Sirkúh kapta Homszot, Palmürát és ar-Rahbát, Sibáb ad-Dín al-Harimi Hamát, Ibn al-Muqaddam pedig Baalbeket. Gökböri 1182-ben átállt Szaladinhoz. Azonban miután Szaladin megszilárdította hatalmát, leváltotta őket a saját családtagjaira. 
1165. május 6-án Szaladin ellenfelei egy szerződésben elismerték Szíria fölötti uralmát, Aleppó kivételével. Szaladin kérelmezte, hogy az abbászida kalifa ismerje el jogát Núr ad-Dín birodalmának egészére, ehelyett csak azt tarthatta meg, amit már így is uralt és biztatták, hogy támadja a kereszteseket Jeruzsálemben.

## Fordítás
- Ez a szócikk részben vagy egészben  a   Battle of the Horns of Hama című  Wikipédia-szócikk ezen változatának fordításán alapul.  Az eredeti cikk szerkesztőit annak laptörténete sorolja fel. Ez a jelzés csupán a megfogalmazás eredetét és a szerzői jogokat jelzi, nem szolgál a cikkben szereplő információk forrásmegjelöléseként.